# رکس کلارک
رکس کلارک (انگلیسی: Rex Clark; ۱۴ سپتامبر ۱۹۳۵ – ۱۹ اکتبر ۱۹۷۸) فرد نظامی اهل استرالیا بود. وی همچنین برندهٔ جوایزی همچون نشان هوایی و نشان ستاره برنزی شده‌است.